# Бихава (гміна)
Гміна Бихава (пол. Gmina Bychawa) — місько-сільська гміна у східній Польщі. Належить до Люблінського повіту Люблінського воєводства.
Станом на 31 грудня 2011 у гміні проживало 12257 осіб.

## Площа
Згідно з даними за 2007 рік площа гміни становила 146.19 км², у тому числі:
- орні землі: 85,00%
- ліси: 8,00%

Таким чином, площа гміни становить 8,70% площі повіту.

## Населення
Станом на 31 грудня 2011:
| Опис     | Загалом | Загалом | Чоловіки | Чоловіки | Жінки | Жінки |
| -------- | ------- | ------- | -------- | -------- | ----- | ----- |
| одиниця  | осіб    | %       | осіб     | %        | осіб  | %     |
| все      | 12257   | 100     | 5973     | 48.73    | 6284  | 51.27 |
| міське   | 5304    | 100     | 2518     | 47.47    | 2786  | 52.53 |
| сільське | 6953    | 100     | 3455     | 49.69    | 3498  | 50.31 |

## Сусідні гміни
Гміна Бихава межує з такими гмінами: Яблонна, Кшчонув, Стшижевіце, Високе, Закшев, Закшувек.